# William Ames
William Ames vagy latinosan Gulielmus Amesius (Ipswich, 1576 – Rotterdam, 1633. november 14.) angol teológus és filozófus.

## Életrajza
William Ames 1576-ban született Ipswich-ben. A cambridge-i egyetemen tanított. Nagy hatással volt rá a ramizmus, ellenezte Arisztotelész tanítását. Hazájából a puritánok üldöztetése miatt Hollandiába emigrált. 1622–1632 között a leideni és az utrechti egyetemen, majd 1633-ban Franeker egyetemén tanított. Franekerben megírta a Medulla Theologiaet, a kálvinista tanítás kézikönyvét tanítványainak; 1624–1625-ben jórészt magyar diákokkal készítette Bellarmin ellen írt cáfolatát. Amesius e célra nem véletlenül választotta az egyetem magyar hallgatóit, akiknek hazatértük után naponta szembe kellett nézniük az erősödő római katolikus ellenreformációval. Az 1630 után Franekerből és Angliából hazatért magyar diákok a ramista Amesius és mások hatására puritán elveket és presbiteriánizmust hirdettek.
Ames hatással volt Apáczai Csere János Magyar encyclopaediájának teológiai, etikai, politikai és jogi részeire.
Egyik művét, amely a kézművesmesterségeket ismerteti rendszerbe foglalva, hazánkban is kiadták: Guilelmi Amesii Magni theologi ac philosophi acutissimi technometria, Várad, 1653.
Telkibányai P. István fordításában jelent meg Angliai Puritanismus, Avagy Kiválképpen való Tudományok azoknak, kik Angliában a Puritánusok között (a mint közönségesen neveztetnek) legkeményebbeknek tartatnak című értekezése (Utrecht, 1654), válaszul Miskolczi Csulyak Gáspár puritánellenes doktori disszertációjára.